# Casa de Oleza
La Casa de Oleza es una de las principales familias aristocráticas de Mallorca y del extinto Reino de Mallorca .
Los orígenes mallorquines de esta familia se remontan a la conquista de Mallorca encabezada por el Rey Jaime I . En esta empresa participó Jaime de Oleza, y su descendiente, también llamado Jaime; este último, a su vez, llegó a ser el secretario del rey hacia el año 1280. La familia enlazó, por un lado, con familias de caballeros, como los Santmartí, que eran caballeros en los primeros inicios del Reino de Mallorca ; pero, por otra parte, también emparentaron con familias de ciudadanos y mercaderes, en este caso con la familia Pacs o los Zanglada . 
Joaquin Maria Bover, en su nobiliario mallorquín,  especifica que la familia era originaria de Cataluña, lugar donde poseía a título de feudo, la villa de su mismo nombre, justo al lado de Montserrat; es decir, la villa de Olesa de Montserrat. 
Teniendo en cuenta que los datos que Bover incluye en su obra no son del todo aceptados por la mayor parte de la historiografía hay que tener cuidado a la hora de considerarlas y darlas por ciertas y válidas; aun así, el historiador del XIX aporta una serie de datos que son interesantes mencionar, como algunos datos biográficos de personajes ilustres o importantes por Mallorca, y que llevan este linaje. De esta forma, entre otros, Bover cita a: 
- Jaime de Oleza, que en 1330 sirvió al rey Jaime III de Mallorca en la guerra contra Génova y en las disputas que enfrentaban al monarca mallorquín con el aragonés.
- Rafael de Oleza, que según Bover fue experto en leyes y que fundó en 1441 el Convento de Jesús extramuros, en Ciudad, junto con su cuñado Mateo Zanglada, con el que cedió los terrenos sobre los que se edificaría el convento. Fue además, jurado de la ciudad y reino por la clase noble, en los años 1451 y 1458, y consiguió del rey Alfonso el Magnánimo muchos privilegios para el Reino de Mallorca, del que fue embajador en Nápoles.
- Rafael de Oleza, en 1554 fue jurado de la Ciudad de Mallorca y Reino de Mallorca por la clase de ciudadanos militares, obteniendo por sus servicios, el privilegio perpetuo de caballero, día 16 de septiembre de 1555.
- Bernardo de Oleza y Nicolás, hijo de Gaspar de Oleza y nieto de Pedro de Oleza y Rovira, fue militar. Murió en Formentor (Pollensa), luchando en contra de los musulmanes que habían desembarcado en aquel lugar día 10 de abril de 1587.
- Francisco de Oleza y Santmartí, era hijo de Jaime de Oleza y Zanglada. Escritor del poema titulado El desprecio del mundo . En los años 1529, 1531 y 1549 fue jurado de la ciudad y reino por la clase de los nobles, haciendo importantes servicios a la corona en épocas críticas, y tal y como se lee en el título de nobleza que le concedió, como premio, Carlos I de España, día 24 de diciembre de 1533. El monarca hispano le armó caballero de forma personal, y lo condecoró con la dignidad ecuestre, para que la disfrutase él mismo y también todos sus descendientes de ambos sexos.
- Jaime de Oleza y Santmartí, hijo del anterior. Jurado de la ciudad y reino en 1630.
- Jaime de Oleza y Ballester, hijo de Salvador de Oleza y Sureda. En 1630 armó una compañía con la que contribuyó a la armada naval del monarca español. En 1648 fue nombrado Lugarteniente del Gobernador de Menorca y Maestro del Real Patrimonio de esa isla.
- Jaime de Oleza y Rosselló, casado con Ana Cabrera, hija de los marqueses de Villaseca, Córdoba
- Mariano de Oleza y Ramonell, nacido en Palma en 1909, hijo de José de Oleza y España. Fue un religioso teatino, que llegó a ocupar el cargo de Provincial en el seno de su orden; además fue historiador. Vivió cuarenta años en Argentina . Murió en el 2000 a la edad de 83 años.

Bover dice  que existió una rama ya extinta de esta estirpe, los Oleza de Vinagrella . El nombre de Vinagrella proviene de la posesión del mismo nombre, al norte del actual municipio de Llubí en Mallorca . El último miembro de esta rama, fue María de Oleza de Vinagrella, que casó con Tomás Zafortesa y Verí en 1650. 
Casa Oleza, se sitúa en la Calle Morey de Palma, y recientemente la familia la ha vendido por unos ocho millones de euros  Por otra parte, las numerosas posesiones que la familia ha tenido por Mallorca a lo largo de la historia han dejado su impronta en la toponimia; son ejemplos las posesiones de Son Oleza, en Palma y Valdemosa, y de Casa Oleza, en Manacor.